# Leopold Gasser
Leopold Gasser (* 1836 in Spittal an der Drau; † 9. Jänner 1871 in Wien) war ein österreichischer Waffenfabrikant und besaß zu Zeiten der österreichisch-ungarischen Doppelmonarchie eine der angesehensten Waffenfabriken und Weicheisengießereien. Die Standorte des k.u.k Hoflieferanten waren in Wien-Ottakring und St. Pölten.

## Leben
Leopold Gasser wurde als Sohn des Büchsenmachers Johann Gasser aus Waisach in Kärnten und dessen Ehefrau Catharina (geb. Brunner) in Spittal an der Drau geboren. Er erlernte wie sein Vater und auch seine beiden Brüder Johann (1847–1896) und Michael (1848–1905) das Handwerk des Büchsenmachers in Ferlach. Bereits in jungen Jahren ging er nach Wien. Im damaligen Vorort Ottakring arbeitete er ab etwa 1858 mit Josef Scheinigg an Fertigung und Entwicklungen von Waffen in dessen Werkstatt. Er heiratete 1862 dessen Tochter Leopoldine und machte sich 1862 als Meister in Ottakring selbstständig. Sein Bruder Johann Gasser trat im Jahre 1864 in die Firma ein. Sein anderer Bruder Michael (1848–1905) war Kaufmann in Ottakring und gemeinsam mit Johann und August Rast einer der Gründer des Nähmaschinenherstellers Rast & Gasser.

## Unternehmerische Geschichte

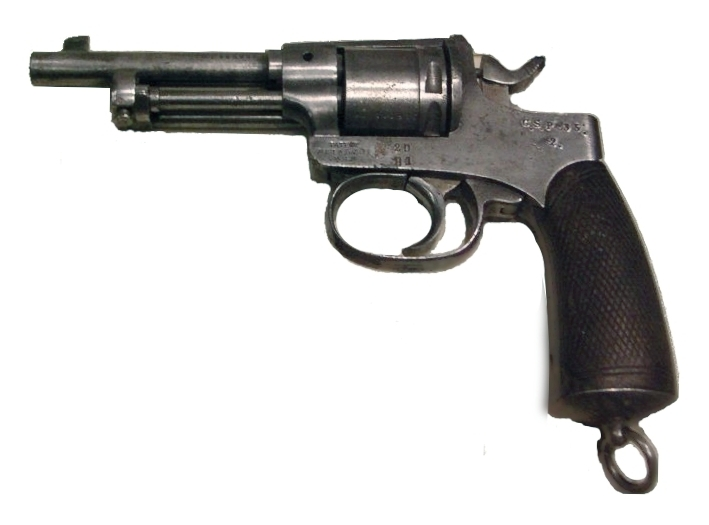
Rast & Gasser M1898

### Die Anfänge in Wien
Leopold Gasser begann seine unternehmerische Tätigkeit im Jahre 1862 in einer kleinen Werkstätte ohne Motor, in der ihm drei bis vier Gesellen zur Seite standen. Sein Hauptaugenmerk richtete der Meister auf die Erzeugung von Revolvern, in der er bald eine solche Meisterschaft erreichte, dass ein von ihm konstruierter Revolver (Gasser M1870) als Ordonnanzwaffe in der österreichisch-ungarischen Armee, der k.k. Landwehr, bei der k.u. Landwehr (Honvéd) und der Marine eingeführt wurde.
Johann Gasser konnte die Firma "Leopold Gasser" in Ottakring nach dem Tod seines Bruders (1871) weiter ausbauen. Er heiratete dessen Witwe Leopoldine und gründete 1884 gemeinsam mit August Rast den Nähmaschinen- und Waffenhersteller Rast & Gasser, aus dem er sich jedoch bereits 1886 wieder zurückzog. Das wohl bekannteste Produkt der Fabrik wurde (nach dem Patent für August Rast 1898) der Ordonnanzrevolver Rast & Gasser M1898.

### Waffenfabrik in Wien

Die Waffenfabrik in Wien (um 1900)

Als infolgedessen die Aufträge des Hofes sich immer mehr steigerten und die erforderlichen Kräfte zur Ausführung aller übernommenen ärarischen Aufträge nicht zur Verfügung standen, sah sich Gasser zur Anschaffung von Dampfmaschinen veranlasst. Bald hatten sich jedoch die Gasser'schen Erzeugnisse durch ihre ausgezeichnete Konstruktion und Ausführung einen solchen Ruf erworben und häuften sich die Aufträge in solchem Maße, dass zur Bewältigung der erforderlichen Arbeitsleistung eine neuerliche Vergrößerung der maschinellen Einrichtung sich als notwendig erwies, und nach ungefähr zehn Jahren die erste Dampfmaschine bereits durch eine von 40 Pferdestärken ersetzt werden musste. Aus der einst so unscheinbaren Werkstätte wurde allmählich ein mächtiges Fabriksanwesen, dessen Leistungen den Ruf der Firma Gasser in weite Ferne trugen. Um 1900 war die maschinelle Ausstattung der Fabrik auf einem derartigen Niveau, dass in ihr jede Waffe in allen ihren Teilen hergestellt werden konnte.
Im Jahre 1874 wurde die Fabrik mit der Lieferung von Revolvern für die montenegrinische Regierung betraut. Durch die gesteigerte Produktion konnte auch in den Balkan und das Osmanische Reich exportiert werden.
Ihre Leistungsfähigkeit zeigte die Firma nicht nur in der Erzeugung der für Regierungen und Behörden (wie z. B. für die gesamte Sicherheitswache von Wien und vielen anderen Städten) bestimmten Revolver und Waffenbestandteile, sondern auch in der Fabrikation von Luxusrevolvern, Jagdgewehren usw., die ebenso für den heimischen Bedarf wie auch für das Ausland in großer Menge geliefert wurden. Die Erzeugung von jährlich an die 30.000 Revolvern, neben welcher eine umfangreiche Fabrikation von Gewehren und sonstigen Waffen und Waffenteilen erfolgte, zeigt den Produktionsumfang der Fabrik auf. Diese besaß eine eigene Schießstätte, in welcher sämtliche Schusswaffen ohne Ausnahme nach der Scheibe eingeschossen wurden, bevor sie zum Verkauf gelangten. Seit dem Jahre 1873 besaß die Firma für den Detailverkauf ihrer Erzeugnisse eine Niederlassung am Kohlmarkt 8 im 1. Wiener Bezirk.
Sämtliche Arbeitsräume der Fabrik, in der zeitweise bis zu 500 Arbeiter beschäftigt waren, befanden sich auf hohem sanitären Standard und waren zur Gewährleistung einer präzisen Ausführung der Arbeiten mit elektrischer Beleuchtung ausgestattet.

### Die Gießerei in St. Pölten

Weicheisengiesserei von Leopold Gasser in St. Pölten (um 1900)

Durch die steigende Prosperität des Unternehmens sah sich die Firma bald veranlasst, zu einer Erweiterung ihrer Erzeugungsstätten zu schreiten. So wurde 1870 in St. Pölten eine ehemalige Kattunfabrik mitsamt Wasserwerk erworben, wo anfangs mittels Fallhämmern und Friktionspressen die Schmiedearbeiten für die Wiener Fabrik vorgenommen wurden. Die vorhandene Wasserkraft fand aber damit nicht ihre völlige Ausnützung. Um diese, wie auch die großen Räumlichkeiten, besser zu verwerten, ging die Firma 1879 an die Errichtung einer Weicheisengießerei.
Die Gießerei lag am Rand der Stadt St. Pölten und besaß eine Wasserkraftanlage von 50 Pferdestärken, 12 Schmelzöfen, 14 Temperöfen und zwei Kupolöfen. Sie beschäftigte zur Jahrhundertwende etwa 300 Arbeiter und war damit die größte Fabrik der Stadt. Die Arbeiter waren zum großen Teil in den zur Fabrik gehörigen Baulichkeiten in geräumigen, allen sanitären Anforderungen entsprechenden Wohnungen untergebracht. Das Werk verfügte auch über eine eigene wohlgeschulte und mit den neuesten Geräten ausgerüstete, aus 25 Mann bestehende Feuerwehr.
Der Absatz der Gasser’schen Gusserzeugnisse beschränkte sich nicht auf das Inland, sondern erstreckte sich auch auf Deutschland, Italien, Serbien, Rumänien, Bulgarien, Russland usw.

### Weitere Entwicklung des Unternehmens
Nach dem Tod des Alleinigen Inhabers Johann Gasser (1896) übernahm sein Bruder Michael als Vormund der beiden noch minderjährigen Kinder Johanns die Leitung des Unternehmens. 1899 wird das Unternehmen "Leopold Gasser" in eine Offene Handelsgesellschaft umgewandelt und fusionierte 1903 mit dem von Johann Gasser mitgegründeten und eng verbundenen Nähmaschinen- und Waffenhersteller Rast & Gasser. Die Weicheisengiesserei wurde 1903 vom Stammwerk organisatorisch getrennt und in St. Pöltner Weicheisen- und Stahlgießerei Leopold Gasser umbenannt.

## Rezeption
Die Leistungen von Leopold Gasser und seinen Unternehmen fanden bei vielen Anlässen von maßgebender Seite Anerkennung. So wurde dem Nachfolger von Leopold Gasser, seinem Bruder Johann Gasser, das Goldene Verdienstkreuz mit der Krone verliehen. Im Jahre 1893 wurde er vom Kaiser mit dem Ritterkreuz des Franz-Joseph-Ordens ausgezeichnet. Viele andere Auszeichnungen, wie die Verleihung des fürstlich montenegrinischen Danilo-Ordens, der silbernen Medaille des Niederösterreichischen Gewerbevereins, sowie zahlreiche erste Ausstellungspreise und ehrende Anerkennungen gaben Zeugnis von dem hohen Ansehen, dessen sich die Firma Leopold Gasser im In- und Ausland erfreute.
In der Dauerausstellung des Heeresgeschichtlichen Museums in Wien werden mehrere Gasser-Fabrikate gezeigt. Besonders beachtenswert ist dabei ein Prunkrevolver, der Kronprinz Rudolf von Gasser gewidmet wurde.

## Patente von Leopold Gasser
Vom Unternehmen sind mehrere Patente bekannt. Beispiele:
- Patent  DE9441C: Neuerungen an Revolvern und Gewehren. Veröffentlicht am 10. April 1880, Erfinder: Leopold Gasser (Wien).‌
(Konstruktionszeichnung eines Revolvers auf Seite 7 in der Patentschrift)
- Patent  DE9441C: Schusswaffen und Geschosse. Veröffentlicht am 19. August 1880, Erfinder: Leopold Gasser (Ottakring bei Wien).‌
(drei Konstruktionszeichnungen „Neuerungen an Revolvern“ auf Seiten 3–5 in der Patentschrift)